# Роксана (роман)
«Счастливая куртизанка, или Роксана» (англ. Roxana: The Fortunate Mistress) — роман британского писателя Даниэля Дефо, опубликованный в 1724 году. Последнее из крупных беллетристических произведений автора.

## Содержание
Роман написан в форме воспоминаний главной героини — английской куртизанки времён короля Карла II.

## Восприятие и значение
Исследователи отмечают, что в «Роксане» Дефо добился больших успехов в описании психологии своих героев. В романе показан исторический фон событий, и это делает «Роксану» новаторским для своего времени произведением.